# Bry-sur-Marne
Bry-sur-Marne ist eine französische Stadt im Département Val-de-Marne in der Region Île-de-France im Großraum Paris. Sie gehört zum Arrondissement Nogent-sur-Marne, zum Kanton Villiers-sur-Marne und zur Ville nouvelle Marne-la-Vallée. Die Bewohner werden Bryards bzw. Bryardes genannt.

## Geografie
Die Stadt Bry-sur-Marne liegt im Zentrum des Pariser Beckens, etwa zwölf Kilometer östlich der Innenstadt von Paris. Der Fluss Marne begrenzt die Stadt im Westen. Nachbargemeinden sind im Norden Neuilly-sur-Marne, im Nordosten Noisy-le-Grand, im Südosten Villiers-sur-Marne, im Süden Champigny-sur-Marne und im Westen Le Perreux-sur-Marne.

## Etymologie
Der Namensteil Bry leitet sich vom keltischen Wort Briw „Brücke, Furt“ ab. Das Wort Marne bezeichnet den Fluss, an dem die Stadt liegt.

## Geschichte

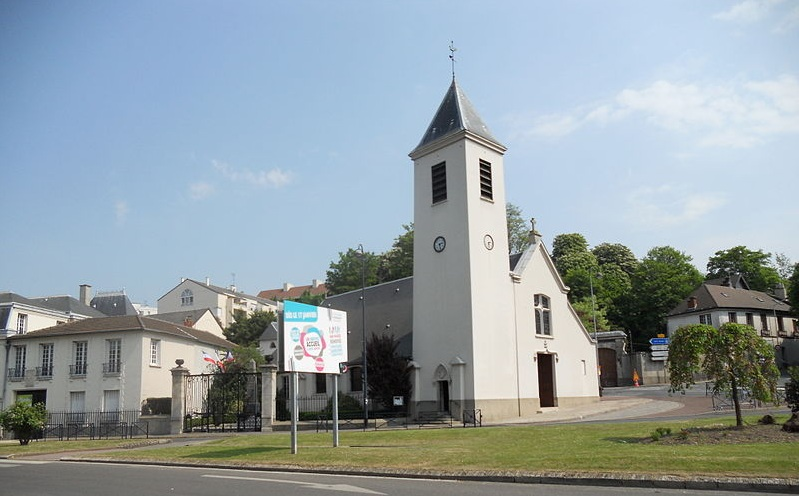
Pfarrkirche St. Gervais-St. Protais

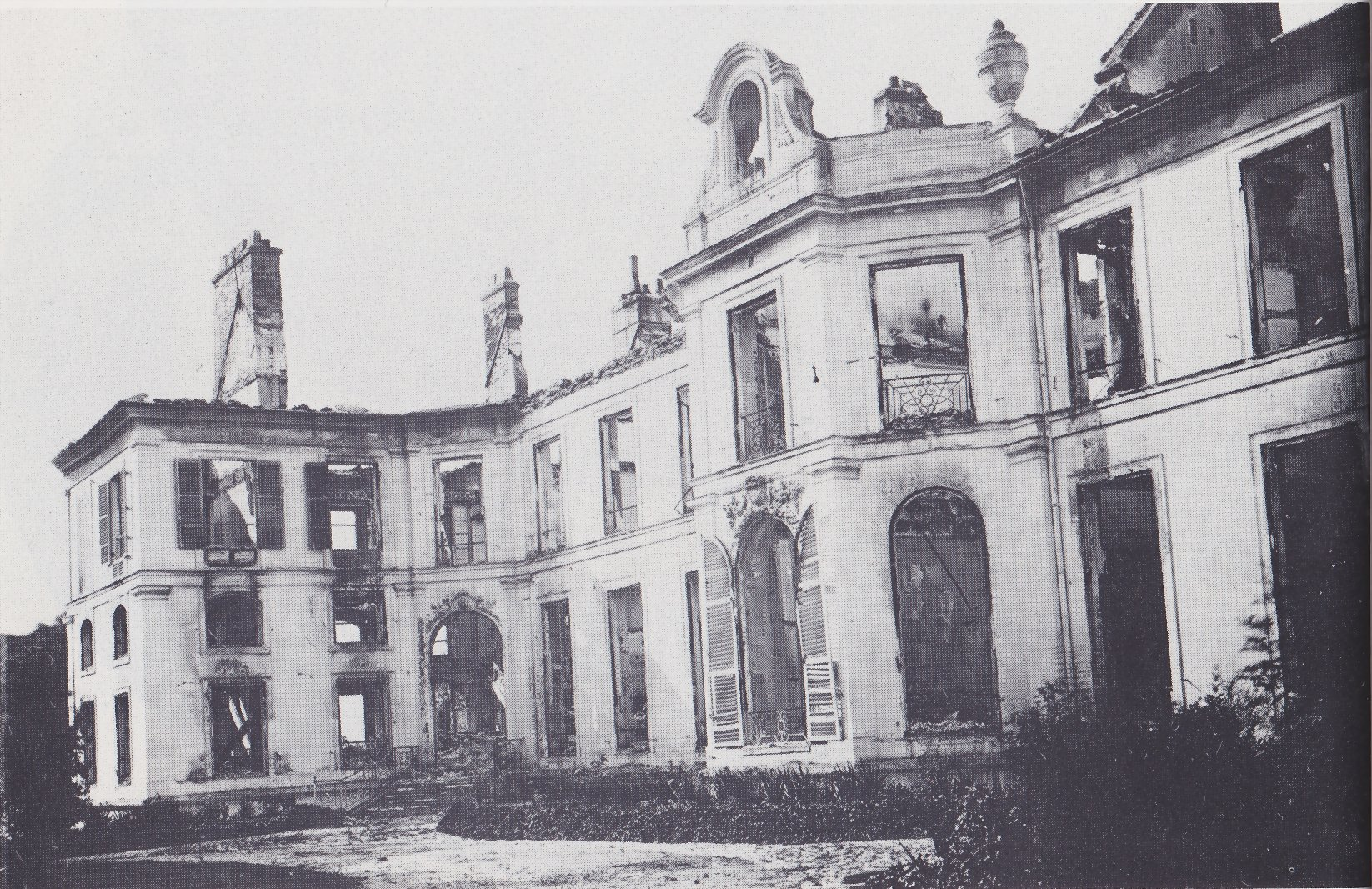
Das beschädigte Schloss Bry 1870

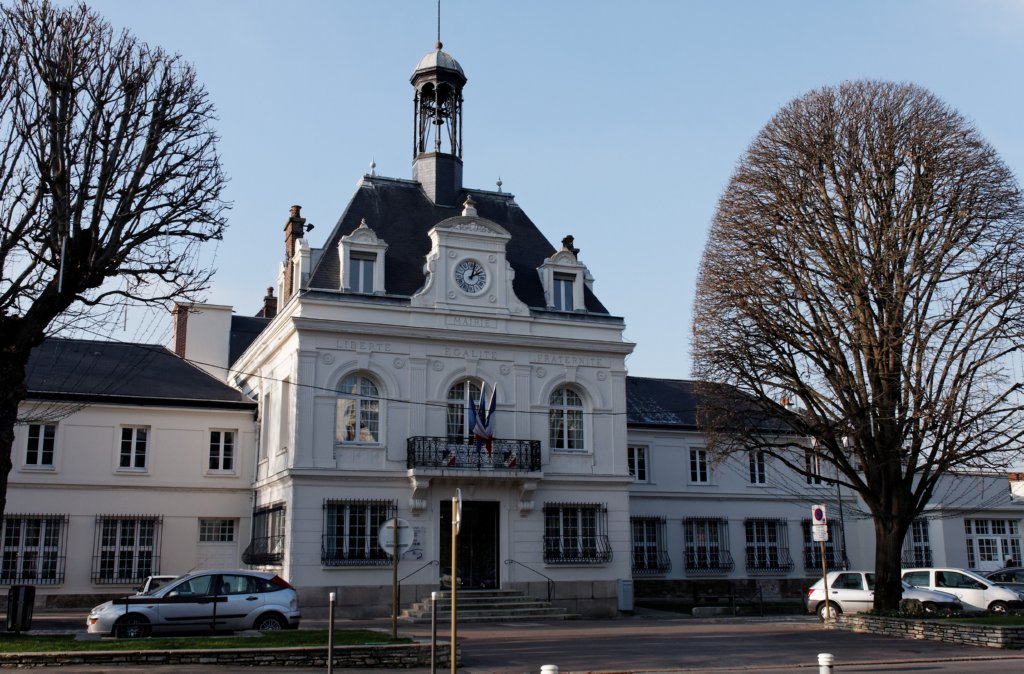
Das heutige Rathaus, 2013

Das heutige Stadtgebiet ist seit der Jungsteinzeit besiedelt. Im Jahr 1903 ordnete der Archäologe und frühere Bürgermeister Adrien Mentienne einen Ochsenknochen in die Zeit vor 15.000 Jahren ein. 1982 fand Henri Cahn auf dem Schulgelände der Stadt das Skelett einer jungen Frau aus dem 5. Jahrhundert v. Chr. Es befindet sich heute im ortsansässigen Museum Musée Adrien Mentienne. 1886 wurden bei Grabungen etliche wertvolle Objekte der Römer- und Merowingerzeit, wie Keramik, Waffen, Münzen und Schmuck aus einer Nekropole zu Tage gefördert.
Mit ihrem heutigen Namen wird die Stadt erstmals auf einer Urkunde Karls des Kahlen aus dem Jahr 861 erwähnt. Der König ermächtigte darin seinen Schwager Graf Bégon, den Mönchen von Saint-Maur einen Teil seines Landbesitzes, «Brit, sis dans le pays de Parisis», im Sinne einer Schenkung zu übereignen. Im Jahr 1120 oder 1130 wurde die erste Kirche gebaut, aber erst 1254 von Jean de Brie, dem Gutsherrn, den Heiligen Gervasius und Protasius geweiht. Seitdem wurden alle Gutsherren von Bry im Kirchenschiff oder im Chor der Pfarrkirche St. Gervais-St.Protais begraben. Durch einen Brand zerstört, wurde sie 1610 wiedererrichtet und im 18. Jahrhundert erweitert.
Zu Beginn der Feudalherrschaft war das Besitztum von Bry zwischen geistlichen und weltlichen Herrschern aufgeteilt. Nach einer Überlieferung gehörten dazu im 12. Jahrhundert Foulque de Bry, im 13. Jahrhundert Sicard de Bry, im 14. Jahrhundert die Familie Pacy und im 15. Jahrhundert die Familie Bernadin. Im Jahre 1404 wurde Robert Chatillon, Cousin von Karl VI., Herrscher über Bry. Sein Schloss stand vermutlich hinter der Kirche, dort wo heute die Favier-Stiftung ein Pflegeheim betreibt. Im 15. Jahrhundert ging das Land an Jean de Malestroit. An der Stelle seines Gutshauses steht heute das Hôtel de Malestroit, dessen Grundmauern aus dem 17./18. Jahrhundert stammen. Im 17. Jh. gehörte das Land der Familie Miron. Deren bekanntester Vertreter war François Miron, unter Heinrich dem IV. Propst von Paris und Berater des Königs. Im ausgehenden 17. Jahrhundert kaufte Nicolas de Frémont, Marquis d’Auneuil, den Landsitz Bry und ließ auf ihm ein neues Schloss erbauen, das heutige Château de Bry. Étienne de Silhouette, Finanzminister unter Ludwig XV., war einer der nachfolgenden Eigentümer. Nach dessen Tod im Jahr 1767 wurde sein Neffe und Erbe Clement de Laage Herr von Bry. Seine Hinrichtung im Zuge des Großen Terrors der Französischen Revolution beendete dann die Reihe der adligen Herrscher von Bry.
Durch den Deutsch-Französischen Krieg von 1870 wurde Bry, und so auch das Schloss, stark in Mitleidenschaft gezogen. Die anschließende Schlossrestaurierung wurde mit erheblichen Umbauten im Vergleich zu den ursprünglichen Bauplänen verbunden.
Mit Beginn des 20. Jahrhunderts erfolgten grundlegende Veränderungen in der Stadt. Neue Wohnviertel entstanden auf dem Areal des Schlossparks und der Baumschulen. 1926 wurde Bry an das Schienennetz der Eisenbahn und 1970 an das Autobahnnetz angeschlossen. Mit dem Bau des Krankenhauses Saint-Camille wurde 1936 begonnen, doch die Fertigstellung verzögerte sich durch den Zweiten Weltkrieg, sodass es erst ab 1952 vom Kamillianerorden, einem katholischen Krankenpflegeorden, betrieben werden konnte. Industrie- und Handelsunternehmen ließen sich in der Stadt nieder. So schritt die wirtschaftliche Entwicklung voran.
1973 wurde das Museum Adrien Mentienne eröffnet. Sein Namensgeber war von 1868 bis 1881 Bürgermeister der Stadt.

## Wappen
Der Stolz der Bewohner auf ihre lange Geschichte drückt sich in der Inschrift des Stadtwappens aus: „Moult viel gue Paris“ („Viel älter als Paris“). Der Entwurf stammt von Herrn Dandois, einem Wappenkundler aus Vincennes. Der Schild ist in vier Teile geteilt:
- Oben links, auf blauem Hintergrund, das goldene Laufrad einer mittelalterlichen Wassermühle
- Oben rechts, auf grünem Grund drei silberne Ähren als Symbol für fruchtbaren Boden
- Unten links, die alte Holzbrücke, die die Gallier im zweiten Jahrhundert überschritten
- Unten rechts, auf rotem Grund, auch aus Gold, eine alte Ulme, die im 15. Jahrhundert gepflanzt und im Jahr 1904 gefällt wurde

## Bevölkerungsentwicklung
| Jahr                       | 1962 | 1968   | 1975   | 1982   | 1990   | 1999   | 2009   | 2020   |
| Einwohner                  | 9046 | 11.672 | 12.168 | 13.826 | 15.000 | 15.309 | 15.184 | 17.592 |
| Quellen: Cassini und INSEE |      |        |        |        |        |        |        |        |

In den nächsten Jahren wird die Einwohnerzahl von Bry-sur-Marne weiterhin stark ansteigen, da die Gemeinde Teil des Neubaugebietes Porte de Paris (Marne-la-Vallée) im 1. Sektor der Ville nouvelle Marne-la-Vallée ist.

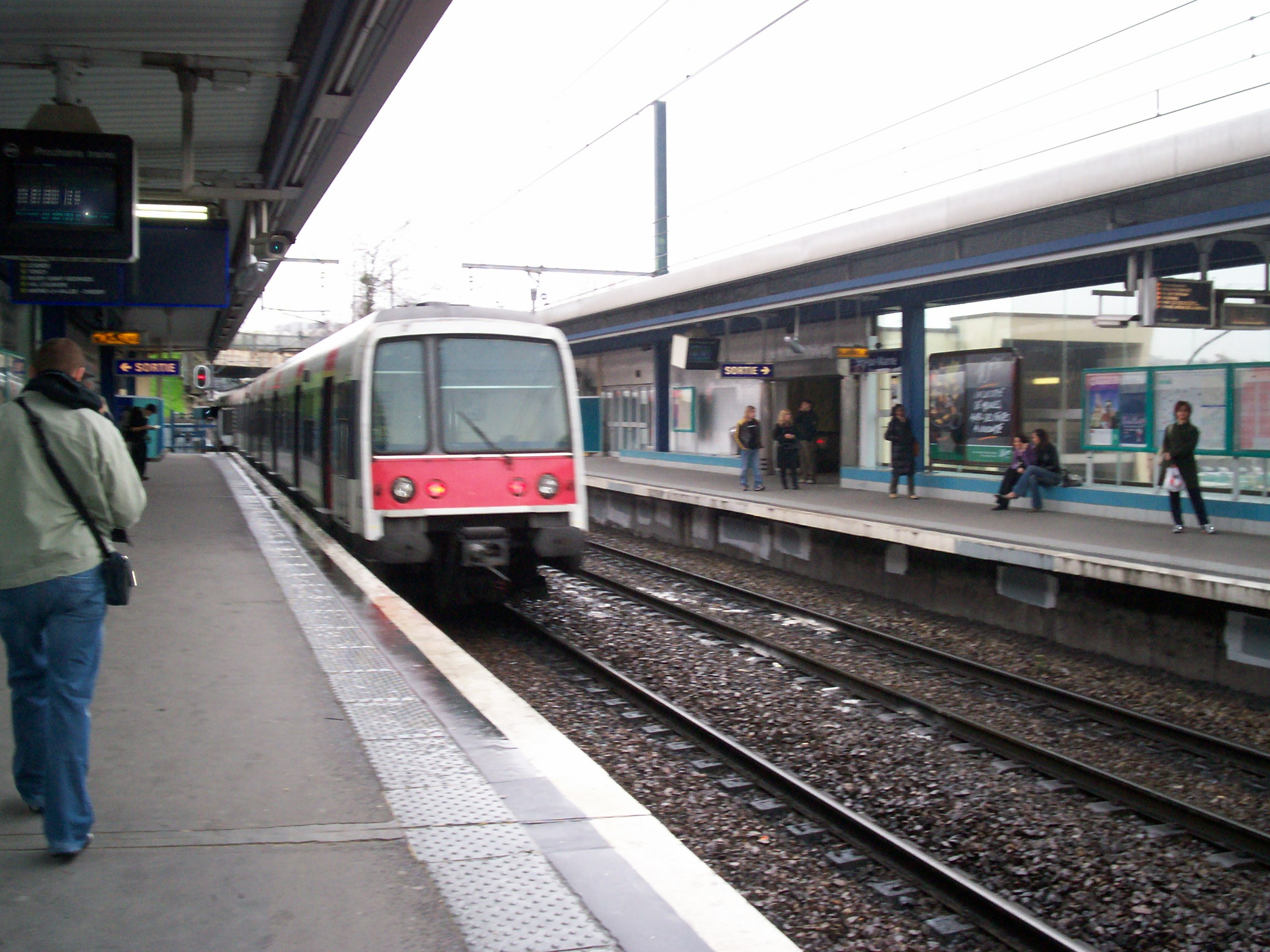
Regionalbahnhof Bry-sur-Marne

## Verkehr
Bry-sur-Marne ist mit dem Bahnhof Gare de Bry-sur-Marne seit 1977 an das Netz der Pariser Regionalbahn RER (Linie A) angeschlossen. Des Weiteren verkehren die Pariser Buslinien 120, 210, 220 und 520 des staatlichen Busunternehmens RATP. Die Stadt ist über die Autobahnen A 4 und A 86 zu erreichen.

## Wirtschaft
Das Institut national de l’audiovisuel hat als öffentlich-rechtliches Unternehmen sein Hauptquartier in Bry-sur-Marne. Hier werden alle Rundfunk- und Fernsehsendungen Frankreichs in digitalisierter Form archiviert.
Im Filmstudio der Stadt wurden 80 % der Dreharbeiten zu Chrysalis durchgeführt.

## Sehenswürdigkeiten
- Schloss Bry-sur-Marne

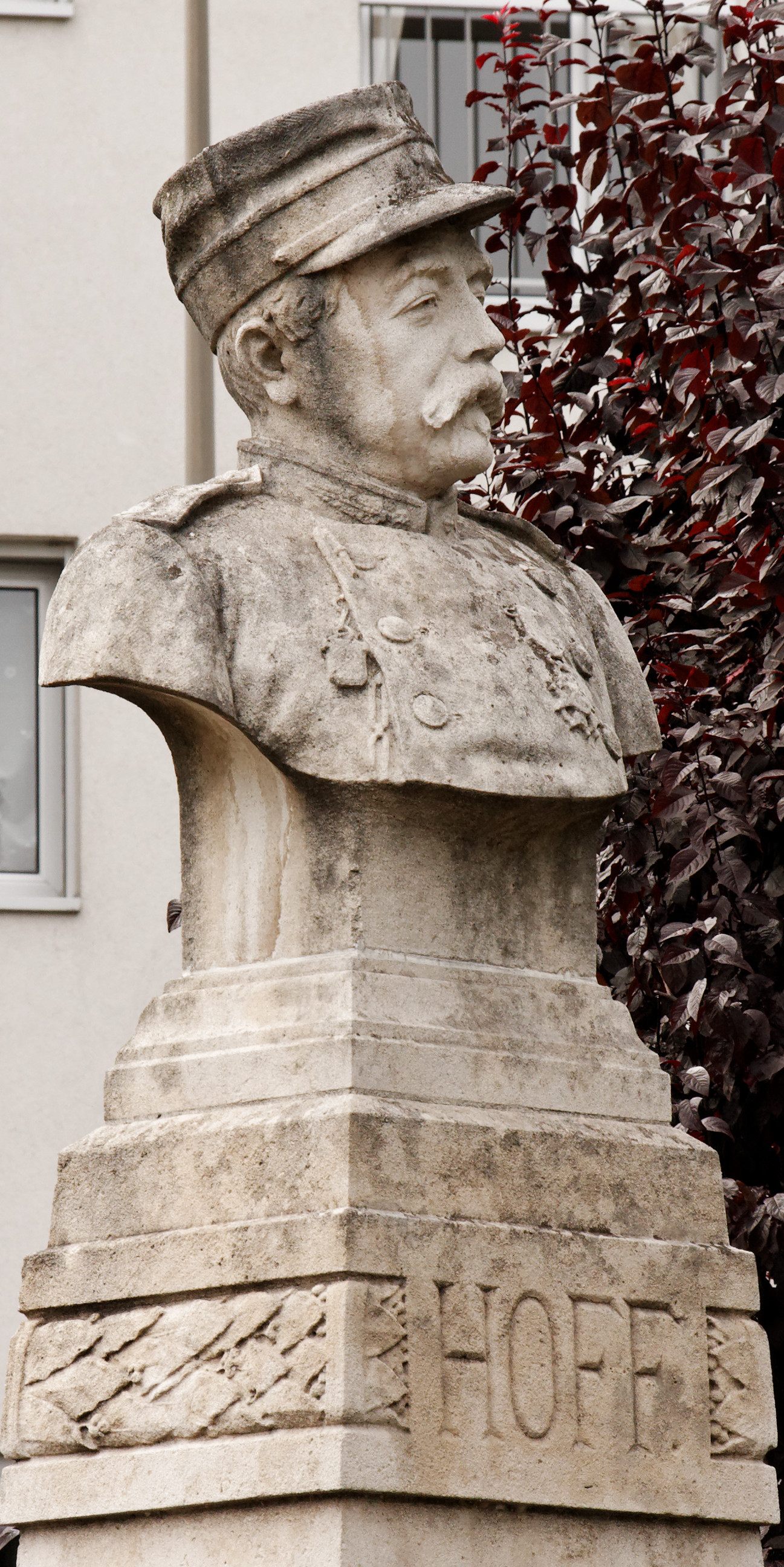
Büste Ignace Hoff

- katholische Pfarrkirche St. Gervais-St. Protais
- Pfarrhaus in der Grande Rue N° 4[3]
- Hôtel de Malestroit
- Musée Adrien Mentienne[10]
- Denkmal Louis Daguerre, am Place Daguerre
- Château Lorenz, 1870 erbaut von Christian Lorenz-Böhrer, einem gebürtigen Deutschen, heute Vereinshaus[5][11]
- Pavillon im Park von Château Lorenz[12]
- Hôtel de Ville
- Mahnmal für die Opfer des Ersten und Zweiten Weltkrieges aus Bry-sur-Marne
- Ignace-Hoff-Denkmal, Feldwebel im Deutsch-Französischen Krieg von 1870
- Passarelle de Bry, von Gustave Eiffel entworfene Fußgängerbrücke über die Marne, fertiggestellt 1894[13]
- Gymnasium Léopold Bellan, erbaut 1913[14]

Siehe auch: Liste der Monuments historiques in Bry-sur-Marne

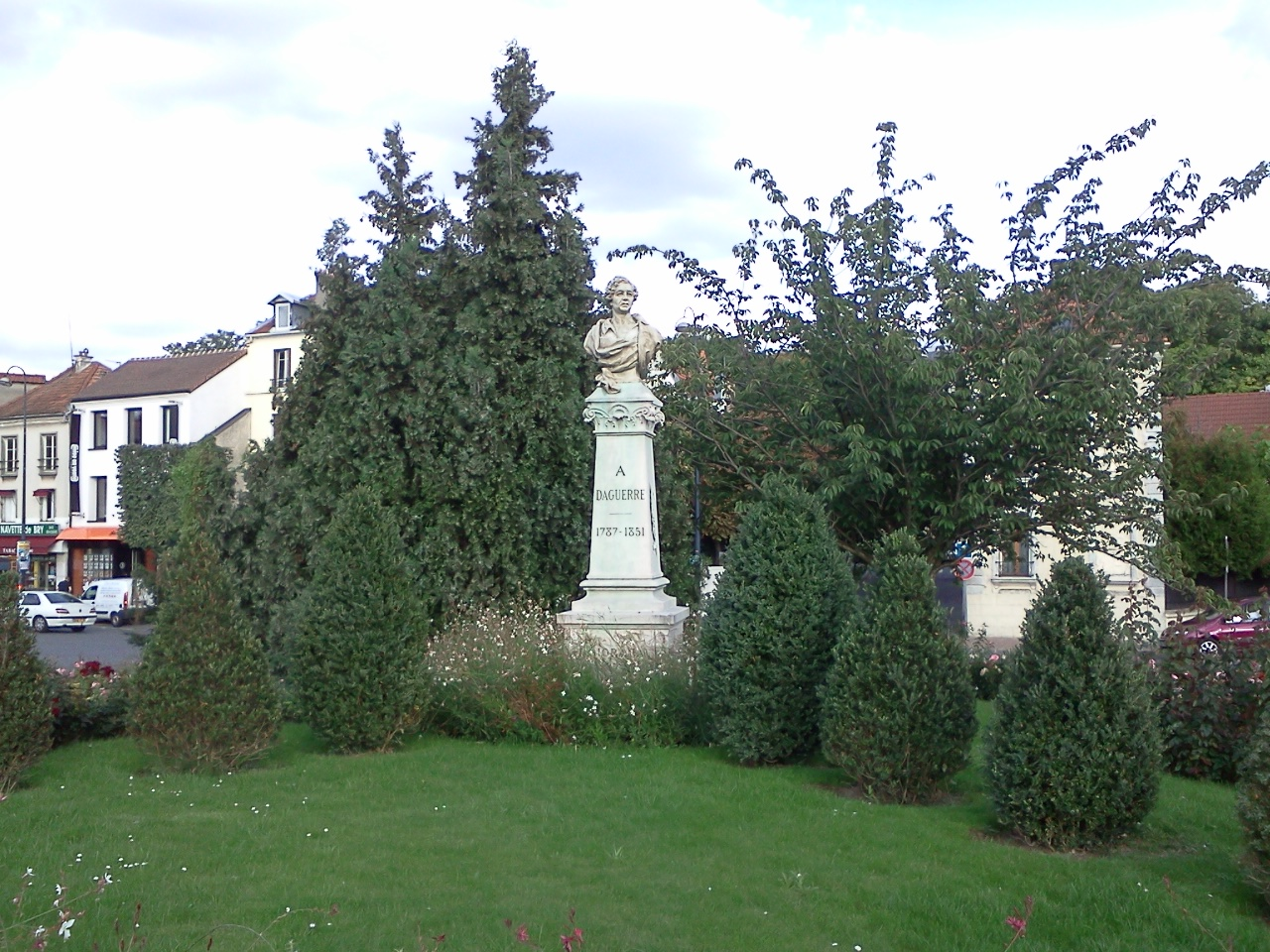
Daguerre-Denkmal auf dem Place Daguerre

## Städtepartnerschaften
Bry-sur-Marne unterhält seit 1973 partnerschaftliche Beziehungen zu Sawbridgeworth in England und zum oberbayerischen Moosburg an der Isar.

## Persönlichkeiten
- Étienne de Silhouette (1709–1767) war französischer Generalkontrolleur der Finanzen.
- Der Künstler Louis Daguerre (1787–1851) lebte ab 1839[15] bis zu seinem Tod in Bry-sur-Marne. Auf der Verkehrsinsel des Place Daguerre am Ufer der Marne wurde eine Stele für ihn errichtet. Auch eine Straße unweit davon entfernt und die Festhalle neben dem Rathaus tragen seinen Namen.
- Der katholische Geistliche und Archäologe Jean Ferron (1910–2003) starb in Bry-sur-Marne
- Die Malerin Hermine David (1886–1970), eine Urenkelin des Historienmalers Jacques-Louis David (1748–1825), starb 1970 in Bry-sur-Marne. Viele ihrer Arbeiten stellen Szenen in und um Paris dar.
- Die amerikanische Autorin Laurel Zuckerman erwählte Bry-sur-Marne zu ihrem Lebensmittelpunkt und war sogar für einige Zeit Mitglied im Stadtrat.

## Weblinks

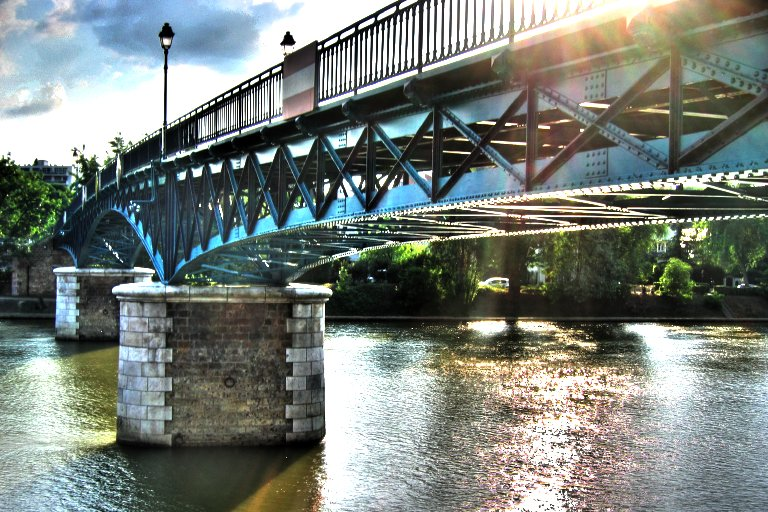
Fußgängerbrücke La Passerelle über die Marne, Ende des 19. Jh. entworfen von Gustave Eiffel

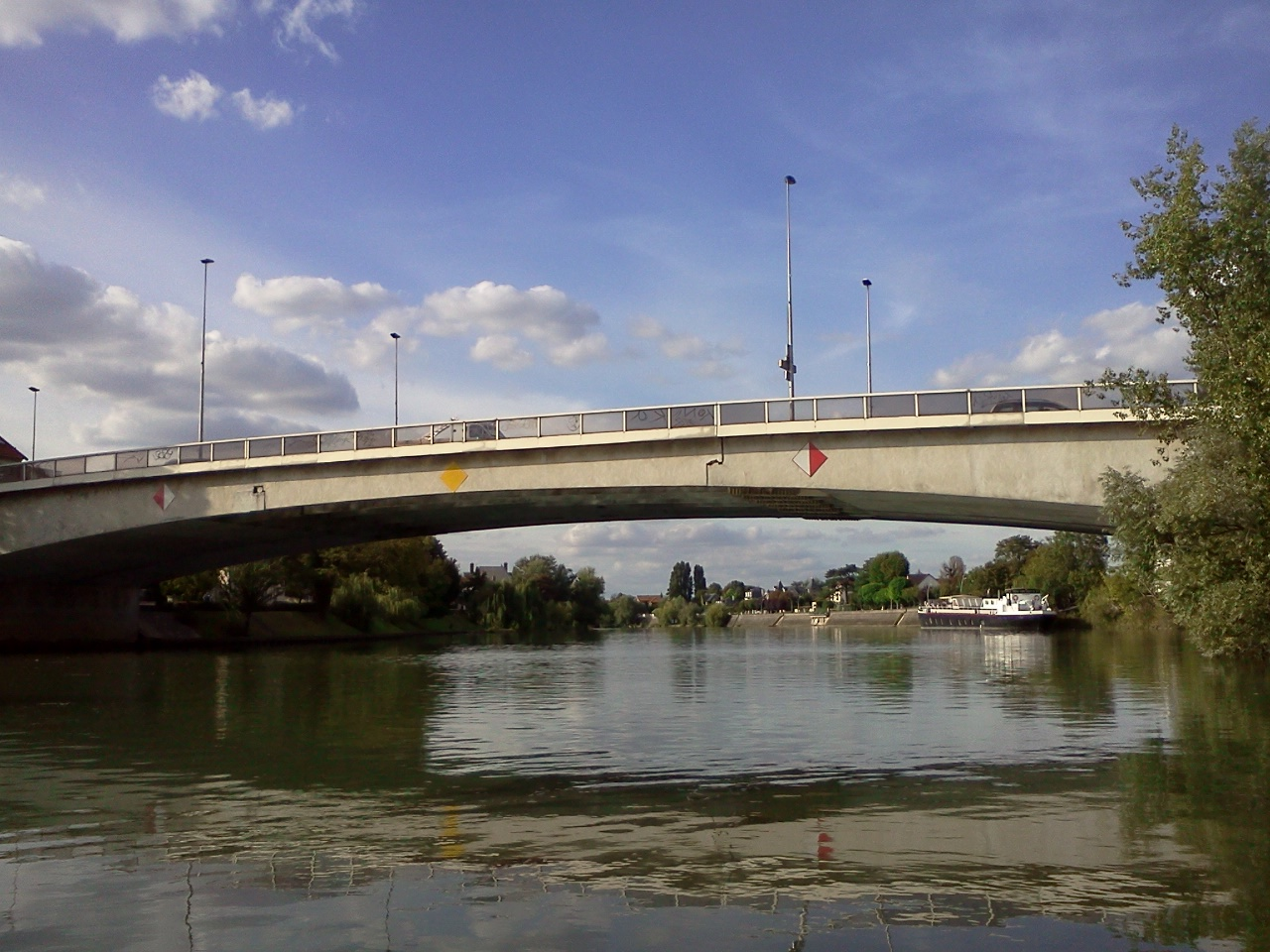
Pont de Bry